# Spy Sorge
Pour plus de détails, voir Fiche technique et Distribution.
Spy Sorge (スパイ・ゾルゲ, Supai Zorge) est un germano-film japonais réalisé par Masahiro Shinoda en 2003, à propos de l'espion soviétique Richard Sorge.

## Synopsis
Le film relate la vie de Richard Sorge.

## Fiche technique
- Titre : Spy Sorge
- Réalisation : Masahiro Shinoda
- Scénario : Robert Mandy & Masahiro Shinoda
- Musique : Shin'ichirō Ikebe
- Photographie : Tatsuo Suzuki
- Montage : Hiroshi Okuda (ja)
- Décors : Hajime Oikawa
- Éclairages : Hideshi Mikami
- Son : Tetsuo Segawa
- Production : Masato Hara, Masaru Koibuchi & Peter Rawley
- Sociétés de production : Hyogensha, Asmik Ace Entertainment, Tōhō, Manfred Durniok Filmproduktion
- Pays de production :  Japon,  Allemagne
- Langue originale : japonais
- Format : couleur - 1,85:1 - 35 mm - Dolby Digital
- Genre : film d'espionnage, film biographique
- Durée : 182 minutes[1]
- Dates de sorties :
  - Japon : 14 juin 2003[1]

## Distribution
- Iain Glen : Richard Sorge
- Masahiro Motoki : Hidemi Ozaki
- Kippei Shiina : Mitsusada Yoshikawa
- Takaya Kamikawa : Tokko T
- Toshiya Nagasawa : Miyagi
- Riona Hazuki : Hanako Miyake
- Koyuki : Yoshiko Yamazaki
- Yui Natsukawa : Hideko Ozaki
- Takaaki Enoki : Duke Fumimaro Konoye
- Hideji Ōtaki : Duke Kinmochi Sai-onji
- Shima Iwashita : Mme Konoe

## Distinctions
Sauf indication contraire, les informations mentionnées dans cette section peuvent être confirmées par la base de données cinématographiques IMDb,  présente dans la section « Liens externes ».

### Récompenses
- 2004 : prix des meilleurs décors pour Hajime Oikawa aux Japan Academy Prize[2]

### Nominations
- 2004 : prix du meilleur film, du meilleur réalisateur pour Masahiro Shinoda, du meilleur scénario pour Masahiro Shinoda et Robert Mandy, de la meilleure musique de film pour Shin'ichirō Ikebe, de la meilleure photographie pour Tatsuo Suzuki, des meilleurs éclairages pour Hideshi Mikami, du meilleur son pour Tetsuo Segawa et du meilleur montage pour Hiroshi Okuda (ja) aux Japan Academy Prize[2]